# Пискарев, Пётр Васильевич
Пётр Васильевич Пискарев (1912—1976) — советский военачальник, генерал-майор танковых войск. Командир 79-го стрелкового корпуса, участник Советско-польской, Советско-финляндской и Великой Отечественной войн.

## Биография
Родился 18 июня 1912 года в селе Калинино, Рязанской губернии.
С 1934 года после окончания Боровского плодово-овощного техникума был призван в ряды РККА и направлен для обучения в Орловской бронетанковой школе имени М. В. Фрунзе. С 1936 по 1938 год — командир взвода 1-го танкового батальона 3-й запасной танковой бригады. С 1938 по 1939 год — командир взвода учебного батальона 3-го отдельного легкотанкового полка. С 1939 по 1940 год служил в составе 39-й отдельной легкотанковой бригаде в должностях начальника второй и четвёртой части и помощника первой части штаба этой бригады. В составе бригады в с 1939 по 1940 год участвовал в  Советско-польской и Советско-финляндской войнах.
С 1940 по 1941 год обучался на командном факультете Военной академии бронетанковых войск РККА имени И. В. Сталина. С октября 1941 по март 1942 год служил в штабе 26-й танковой бригады в должностях заместитель начальника штаба по оперативной работе, командир роты 26-го танкового батальона и помощник начальника штаба по разведке этой бригады. С 3 марта по 7 декабря 1942 год —  начальник штаба 26-й танковой бригады. Участник Великой Отечественной войны с первых дней войны в составе этой бригады в составе 43-й армии на Западном фронте и вступила в битву под Москвой. 14 декабря 1941 года бригада занимала оборону на участке Стремилово, Высокое. В декабре 1941 — январе 1942 года участвовала в контрнаступлении 43-й армии на малоярославецком направлении, овладела Оболенском и 2 января 1942 года совместно с частями армии — Малоярославцем.
С 7 декабря 1942 по 19 сентября 1943 года — командир 26-й танковой бригады. С 19 сентября 1943 по 25 августа 1944 года — командир 58-й гвардейской танковой бригады.
С 25 августа 1944 по 17 июля 1945 год — заместитель командира 8-го гвардейского танкового корпуса. С 1945 по 1947 год —заместитель командира 8-й гвардейской танковой дивизии. С 1947 по 1948 году обучался в Высшей военной академии имени К. Е. Ворошилова.
С 1949 по 1950 и с 1956 по 1976 год — старший преподаватель кафедры тактики высших соединений Высшей военной академии имени К. Е. Ворошилова. С 1950 по 1954 год — командир 20-й гвардейской механизированной дивизии в составе ГСВГ. С февраля по июль 1954 год —  помощник командующего 3-й гвардейской механизированной армии по танковым войскам. С 1954 по 1956 год — командир 79-го стрелкового корпуса в составе 3-й ударной армии
.  
Скончался 31 декабря 1976 года в Москве, похоронен на Хованском кладбище.

## Награды
- пять орденов Красного Знамени ((23.01.1942, 02.12.1942, 25.09.1944, 01.11.1944, 1954);
- Орден Суворова II степени (10.04.1945);
- Орден Кутузова II степени (10.04.1945);
- Орден Александра Невского (22.03.1943);
- три ордена Красной Звезды (09.09.1943, 1949, 1974);
- Медаль «За отвагу» (1940);
- Медаль «За боевые заслуги» (1944);
- Медаль «За оборону Сталинграда» (1942);
- Медаль «За оборону Москвы» (19.09.1944);
- Медаль «За взятие Кенигсберга» (1945);
- Медаль «За победу над Германией в Великой Отечественной войне 1941—1945 гг.» (1945);
- Медаль «30 лет Советской Армии и Флота» (1948)[10][11][1].